# Râul Cociovaliștea
Râul Cociovaliștea este un curs de apă, afluent al râului Vlăsia. 